# Новачка (річка)
Новачка — річка в Україні, у Звягельському й Шепетівському районах Житомирської й Хмельницької областей. Права притока Смілки, (басейн Прип'яті).

## Опис
Довжина річки приблизно 10,95 км, найкоротша відстань між витоком і гирлом — 9,74  км, коефіцієнт звивистості річки — 1,13 . Формується багатьма безіменними струмками та декількома загатами. Частково каналізована.

## Розташування
Бере початок на західній околиці села Гриньки у хвойному лісі та заболоченій місцині. Тече переважно на північний схід через мішаний ліс та заболочену місцину і на південно-західній околиці села Майдан-Лабунь впадає у річку Смілку, ліву притоку Случі.
Населені пункти вздовж берегової смуги: Деревищина, Новаки.